# 格洛斯特座堂

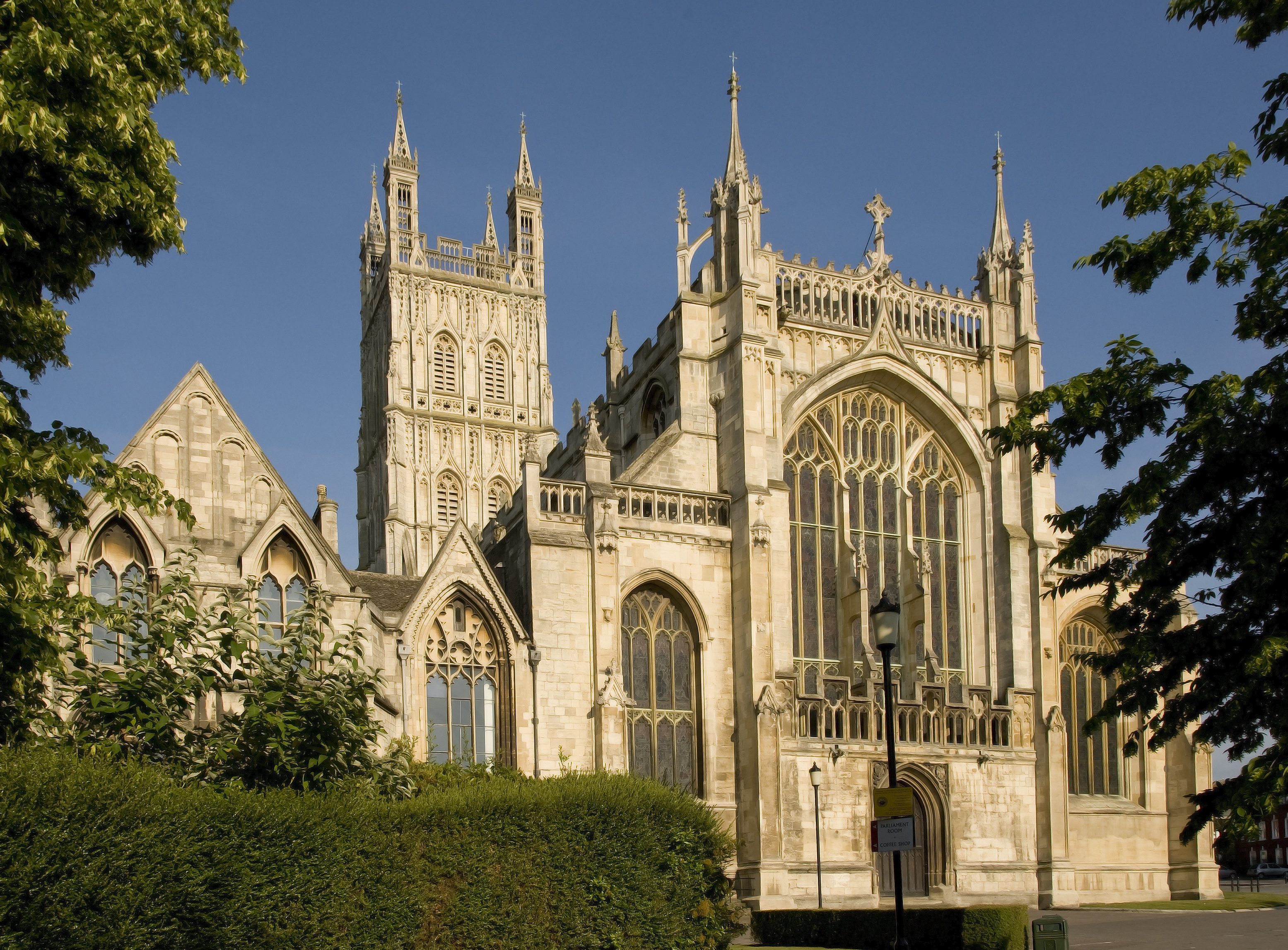
格洛斯特座堂

格洛斯特座堂（英語：Gloucester Cathedral）是英國的一座教堂，位於英格蘭格洛斯特的市區北部，鄰近塞文河。格洛斯特座堂的前身是一座獻給聖彼得的修道院，始建於678年或679年（後由亨利八世解散）。現在的教堂建築則是修建於1089年至1499年期間，结合垂直哥特式建筑和羅曼式建築的风格。建築最長處達130米，寬44米，中央的高塔則高達69米。塔上有4個小的尖塔。

## 外部連結
- 官方網站 （页面存档备份，存于）